# Мамешев Магомед Юсуфович
Магомед Юсуфович Мамешев (нар. 17 січня 2002) — український футболіст, колишній півзахисник клубу «Нива» (Тернопіль).

## Життєпис
Вихованець київського «Локомотива», у футболці якого виступав з 2010 року по вересень 2019 року.
У вересні 2020 року приєднався до тернопільської «Ниви». У футболці клубу дебютував 26 вересня 2020 року в нічийному (1:1) домашньому поєдинку 4-го туру Першої ліги України проти краматорського «Авангарду». Магомед вийшов на поле на 90-ій хвилині, замінивши Дмитра Скакуна.

### Скандали
У серпні 2022 року, у розпал російсько-української війни, Мамешев виступив з антисемітськими висловлюваннями на адресу президента України Зеленського та прем'єр-міністра Великої Британії Джонсона, також схвально відгукнувся про небажання Ізраїлю надати Україні системи ППО «Залізний купол».
Взимку 2023 року Мамешев став одним з фігурантів скандалу зі знущанням над дівчатами в Києві. Група хлопців у компанії дівчат вживали алкоголь, після чого, скориставшись їхнім сп'янінням, принижували дівчат та вчиняли дії сексуального характеру, які знімали на камеру. Одним з організаторів вечірок, був Магомед Мамешев.